# Mykyta Tatarkow
Mykyta Stanisławowycz Tatarkow, ukr. Микита Станіславович Татарков (ur. 4 stycznia 1995 w Zaporożu, Ukraina) – ukraiński piłkarz, grający na pozycji pomocnika lub napastnika.

## Kariera piłkarska

### Kariera klubowa
Wychowanek Metałurha Zaporoże, barwy którego bronił w juniorskich mistrzostwach Ukrainy (DJuFL). 25 lipca 2012 rozpoczął karierę piłkarską w drużynie młodzieżowej zaporoskiego klubu. 6 kwietnia 2014 debiutował w podstawowym składzie Metałurha, w którym grał do grudnia 2015. 2 stycznia 2016 zasilił skład Czornomorca Odessa. 11 grudnia 2018 opuścił odeski klub. 22 marca 2019 podpisał kontrakt z Szachciorem Soligorsk. 31 października 2019 został piłkarzem FK Lwów.

### Kariera reprezentacyjna
W 2013 bronił barw juniorskiej reprezentacji Ukrainy U-19.